# Санта-Кроя-де-Тера
Санта-Кроя-де-Тера (ісп. Santa Croya de Tera) — муніципалітет в Іспанії, у складі автономної спільноти Кастилія-і-Леон, у провінції Самора. Населення — 370 осіб (2010).
Муніципалітет розташований на відстані близько 260 км на північний захід від Мадрида, 55 км на північ від Самори.

## Демографія
Динаміка населення (INE ):